# کیدیش
کیدیش (انگلیسی: Kidysh) یک شهرک در شهرستان اوچالینسکی استان باشقیرستان کشور روسیه است.